# (6766) Kharms
(6766) Kharms ist ein Asteroid des Hauptgürtels, der am 20. Oktober 1982 von der ukrainischen Astronomin Ljudmyla Karatschkina am Krim-Observatorium (IAU-Code 095) in Nautschnyj, etwa 30 km von Simferopol entfernt in der Ukraine entdeckt wurde.
Der Himmelskörper wurde nach dem russischen Schriftsteller und Dichter Daniil Charms (1905–1942) benannt, dessen Texte erst im Zuge der Perestroika gedruckt und damit einer größeren Öffentlichkeit bekannt werden konnten.